# Burcard II de Suàbia
Burcard II (883/84-29 d'abril de 926) fou duc de Suàbia i Rècia de 917 fins a la seva mort el 926. Era el fill de Burcard I i de Lutgarda de Saxònia.
Burcard va participar en les primeres guerres de Suàbia. Sent la seva família de Francònia, va fundar el monestir de Saint-Margarethen a Waldkirch per tal d'estendre la influència de la seva família a Renània. Al moment de la detenció del seu pare i la seva execució per alta traïció el 911, ell i la seva dona, Regelinda, filla del comte de Zuric Eberard I, van marxar a Itàlia: sigui desterrats pel comte Erchanger I o voluntàriament exiliats més enllà dels Alps. Al voltant de 913, Burcard va tornar del seu exili i va prendre el control sobre la propietat del seu pare. El 915, es va ajuntar als rangs d'Erchanger i Arnulf I de Baviera en la batalla contra els magiars. Llavors Burcard i Erchanger es van girar contra el rei Conrad I d'Alemanya i, a la batalla de Wahlwies a l'Hegau, el van vèncer. Erchanger es va proclamar duc.
Després de l'execució d'Erchanger, el 21 de gener de 917, Burcard va recuperar llavors totes les seves terres i reconegut legítimament com a duc. El 919, el rei Rodolf II de Borgonya es va apoderar de Zúric i va envair la regió del llac de Constança que era llavors el centre i la capital del ducat de Suàbia. A Winterthur tanmateix Rodolf va ser derrotat per Burcard que va consolidar el ducat i va forçar el rei a reivindicar les seves pròpies terres. El mateix any, va reconèixer el nou rei dels Romans, Enric I d'Alemanya, igualment duc de Saxònia. Enric va donar alternativament a Burcard el dret de taxació i d'investidura dels bisbes i abats al si del seu ducat.
El 922, Burcard va casar a la seva filla Berta de Suàbia amb Rodolf i va insistir en la pau dels tres anys precedents. Burcard va acompanyar llavors Rodolf a Itàlia quan fou coronat pels rivals de Berenguer I. El 924, l'emperador va morir i Hug d'Arle fou escollit pels seus partidaris per oposar-se a Rodolf. Burcard va atacar la ciutat de Novara, defensada per les tropes de Lambert, arquebisbe de Milà. Va morir molt probablement el 29 d'abril. La seva vídua Regelinda es va casar de nou amb el successor de Burcard, Herman I de Suàbia, i va morir el 958. Li va donar cinc fills:
- Gisela (905; † 26 d'octubre de 923 o 925), abadessa de Waldkirch
- Hicha (905; † 950)
- Burcard III (915; † 11 de novembre de 973), més tard duc de Suàbia
- Berta (907; 2 de gener de 961), casada amb Rodolf II de Borgonya (de l'antiga Casa de Welf), després amb Hug d'Arles
- Adalric (973), monjo a l'abadia d'Einsieden